# غداء سفري

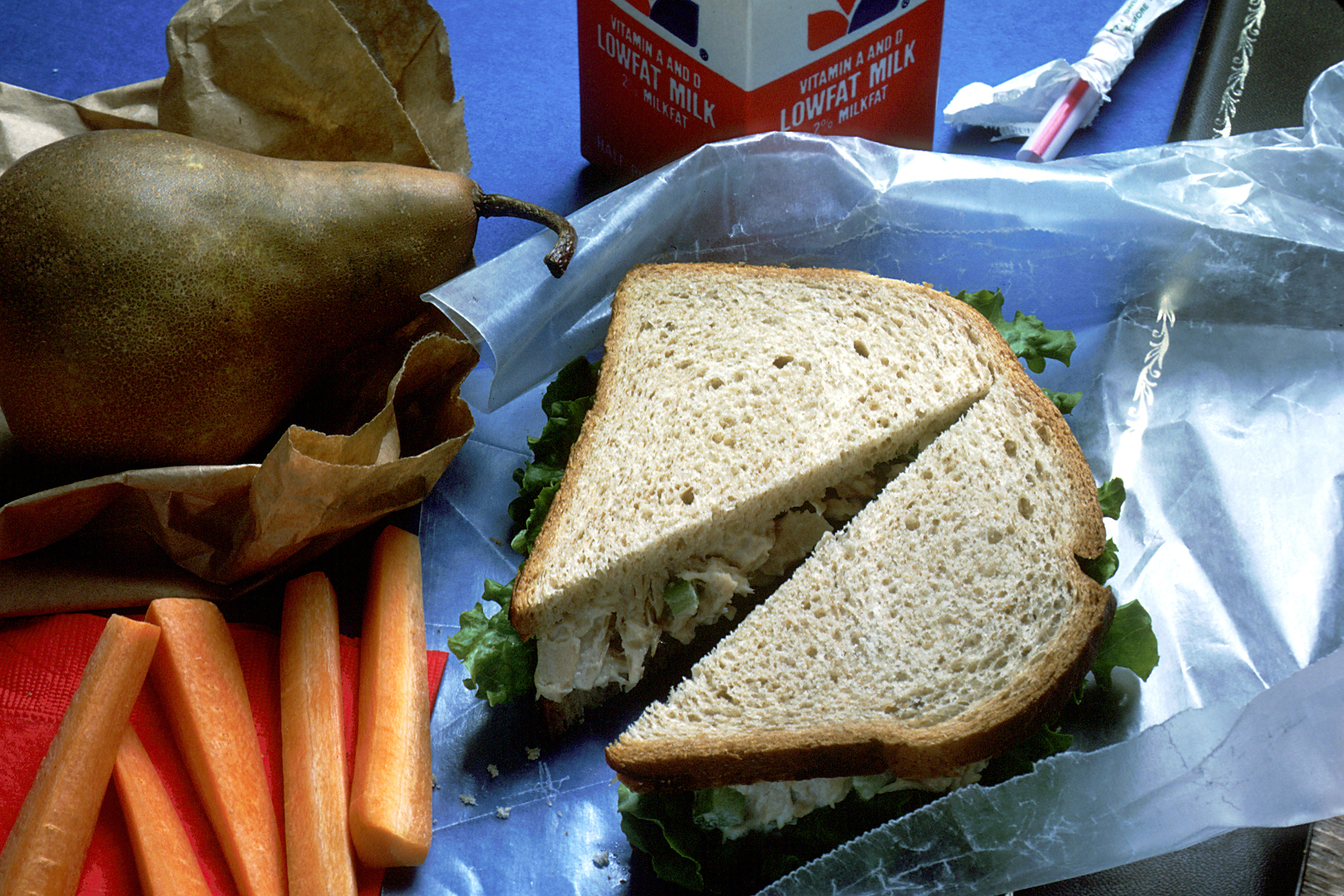
غداء سفري أمريكي

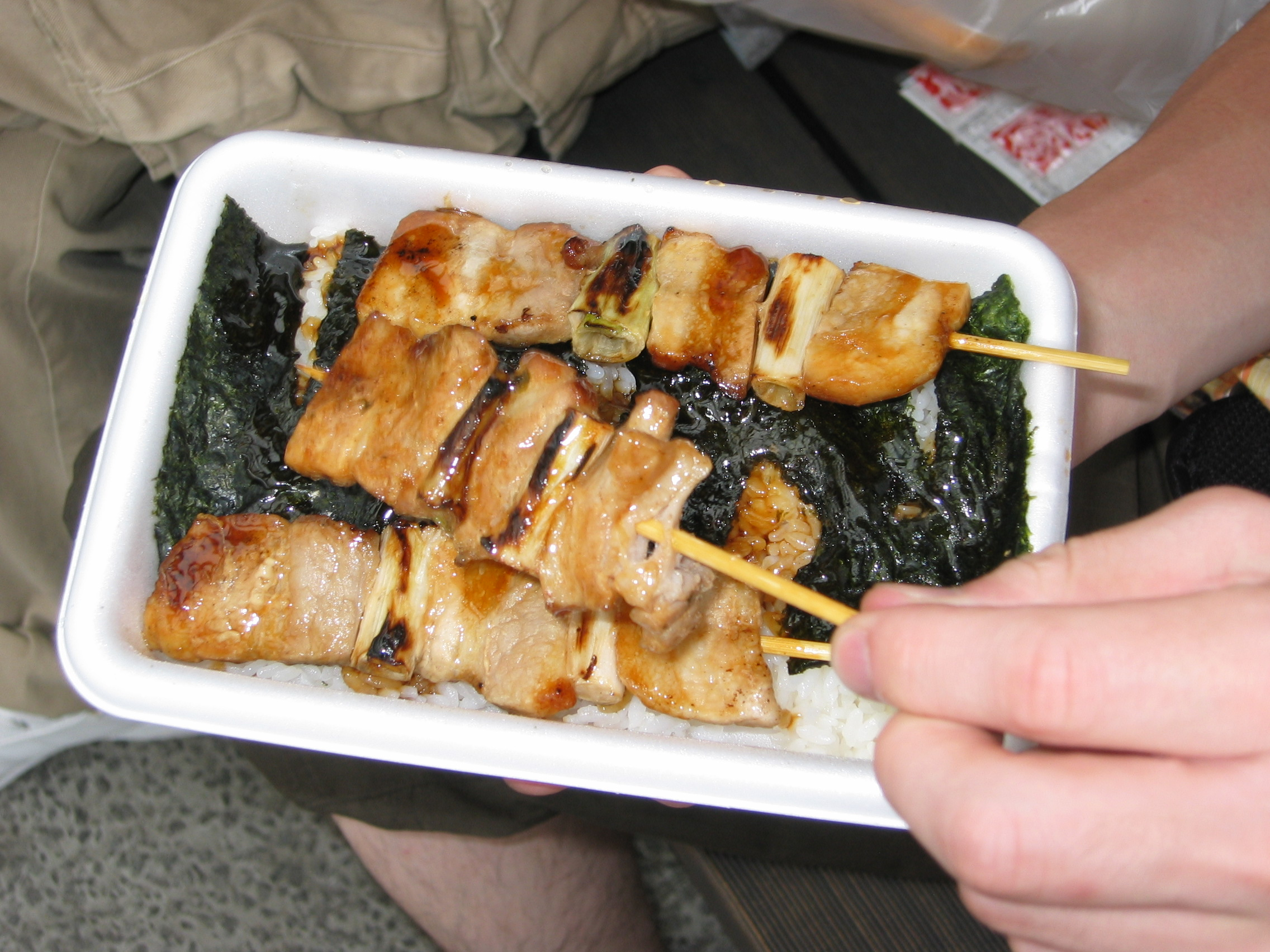
بنتو سفري

الغداء السفري أو المرزوم هو غداء يُعدّ قبل الوصول إلى المكان الذي سيؤكل فيه. يُحضر في المنزل أو الفندق ، أو يُنتج تجاريًا للبيع في آلات البيع الذتي (خاصة في اليابان) أو في المتاجر الصغيرة. يغلب أن تؤكل في المدرسة أو العمل أو النزهة.